# Floriaster maya
Floriaster maya är en sjöstjärneart som beskrevs av Paul O. Downey 1980. Floriaster maya ingår i släktet Floriaster och familjen ledsjöstjärnor. Inga underarter finns listade i Catalogue of Life.